# Callistethus fuscus
Callistethus fuscus är en skalbaggsart som beskrevs av Yuiti Wada 1998. Callistethus fuscus ingår i släktet Callistethus och familjen Rutelidae. Inga underarter finns listade.